# Læger uden Grænser
Læger uden Grænser (fransk: Médecins Sans Frontières; MSF) er en international, ikke-statslig (NGO) humanitær nødhjælpsorganisation, som blev dannet den 20. december 1971 i Paris af en gruppe franske læger og journalister, som havde arbejdet for Røde Kors. Det skete efter kritik af Røde Kors' indsats i borgerkrigen i Biafra i Nigeria. Organisationen arbejder på et neutralt og uafhængigt grundlag og hjælper dem, som har størst behov for medicinsk hjælp, uagtet politisk, etnisk og religiøst tilhørsforhold.
Organisationens formål er
at udsende læger, sygeplejersker og andet sundhedspersonale til nødhjælpsprojekter til ofre for krige, naturkatastrofer og menneskeskabte katastrofer;
at forebygge og behandle epidemier i lande og områder, hvor eksisterende behandlingssystemer er utilstrækkelige;
at sikre lægehjælp i lande og områder, hvor sundhedssektoren er brudt sammen, eller hvor lægehjælp ikke er tilgængelig;
at yde humanitær hjælp til og beskytte udsatte befolkningsgrupper ved at bevidne uretfærdighed og at bringe overgreb til offentlighedens kendskab.
Læger uden Grænser driver projekter i mere end 60 lande og hjalp i 2009 over 16 millioner mennesker. Organisationen har hovedkvarter i Geneve i Schweiz. Den danske afdeling af organisationen opstod i 1993.
Organisationen er kendt over det meste af verden under sit franske navn eller MSF, men i USA, Canada og Danmark bruges en oversat version: Doctors Without Borders eller Læger uden Grænser.
I 2007 hjalp 26.000 læger, sygeplejersker, andet sundhedsfagligt personale og logistikere, VVS'ere og administratorer. De fleste af dem var lokale. Private donationer stod for 80% af organisationens indtægter. Resten kom fra statslige instanser og private firmaer. Det gav MSF et årsbudget på ca. 40 millioner dollars.
Læger uden grænser blev skabt i 1971 efter Biafrakrigen af en lille gruppe franske læger og journalister. De troede på, at enhver har ret til lægehjælp uden hensyn til race, religion, overbevisning eller politisk tilhørsforhold; og at det må veje tungere end respekten for nationale grænser.
De centrale dokumenter, der beskriver MSF's principper, er the Charter og the Chantilly Principles og den senere la Mancha-aftale. Beslutninger træffes normalt selvstændigt af de fem operative centre i Amsterdam, Barcelona-Athen, Bruxelles, Geneve og Paris. Centrale emner koordineres af det Internationale Råd, hvor hvert af de 19 nationale kontorer har ét sæde. Det Internationale Råd mødes i Geneve i Schweitz, hvor det Internationale Kontor ligger.
I 1993 modtog Læger uden Grænser Nansenprisen.
Organisationen er aktivt engageret i at yde lægehjælp og medicinsk træning til befolkninger i omkring 70 lande og insisterer ofte på politisk ansvarlighed i konfliktområder som Tjetjenien og Kosovo. Kun én gang i løbet af dens historie, under Folkedrabet i Rwanda i 1994, har organisationen opfordret til militær intervention. For at kunne tale og handle frit holder MSF sig uafhængig af politik, religiøs eller økonomisk magt.
MSF modtog Nobels fredspris i 1999 som anerkendelse af dets medlemmers fortsatte indsats med lægefaglig hjælp i akutte krisesituationer og for at skabe øget international opmærksomhed om potentielle humanitære katastrofer. Dr. James Orbinski, der var præsident, modtog prisen på organisationens vegne. I 1996 havde MSF modtaget Seouls fredspris. Den nuværende præsident er dr. Unni Karunakara.
MSF bør ikke forveksles med Médecins du Monde (Verdens Læger), der til dels blev dannet af medlemmer fra MSF. Den er i dag en fuldstændigt selvstændig, uafhængig ikke-statslig organisation uden bånd til MSF.

## Tilblivelse

### Biafra
Under Biafrakrigen fra 1967 til 1970 lagde Nigerias militær en blokade omkring den nyligt selvstændige sydøstlige region, Biafra. Frankrig var det eneste større land, der støttede Biafra; Storbritannien, Sovjetunionen og USA stod på Nigerias side. Forholdene inden for blokaden var ukendte for omverdenen. Nogle franske læger meldte sig frivilligt til at arbejde i hospitaler og nødhjælpskøkkener i det belejrede Biafra i samarbejde med den franske afdeling af Internationalt Røde Kors. En af medstifterne var Bernard Kouchner, der i dag er fransk diplomat.
De frivillige blev i lighed med Biafras sundhedspersonale og hospitaler angrebet af den nigerianske hær og blev vidne til civile, der blev myrdet og sultet af blokadestyrkerne. Lægerne kritiserede offentligt Nigerias regering og Røde Kors for deres tilsyneladende eftergivenhed. Disse læger konkluderede, at der var behov for en ny hjælpeorganisation, der kunne ignorere politiske eller religiøse grænser, og som ville prioritere ofrene højest.

### Grundlæggelse i 1971
Gruppen Groupe d'Intervention Médicale et Chirurgicale en Urgence (fransk for "Medicinsk og Kirurgisk nød-indsatsgruppe") blev skabt i 1970 af franske læger der havde arbejdet i Biafra. Gruppen havde til formål at tilbyde hjælp og styrke ofrenes rettigheder frem for neutralitet. På samme tid havde Raymond Borel, der var redaktør på det franske medicinske tidsskrift TONUS, startet gruppen Secours Médical Français (fransk for "Fransk Lægefaglig Hjælp") som reaktion på cyklonen Bhola i Vestbangladesh i 1970, der dræbte mindst 625.000 mennesker i Østpakistan. Borel ville rekruttere læger til at yde hjælp til ofre for naturkatastrofer. Den 20. december 1971 slog de to grupper af kolleger sig sammen og dannede Médecins Sans Frontières.
MSF's første mission gik til Nicaraguas hovedstad Managua, hvor et jordskælv i 1972 havde ødelagt størstedelen af byen og dræbt mellem 10.000 og 30.000 mennesker. Organisationen, der i dag er kendt for sin hurtige respons på katastrofer, ankom tre dage efter Røde Kors havde etableret en nødhjælpsmission. Den 18. og 19. september 1974 skabte orkanen Fifi alvorlige oversvømmelser i Honduras og dræbte tusinder af mennesker (anslåede dødstal varierer), hvorefter MSF iværksatte sin første længerevarende medicinske nødhjælpsmission.
Mellem 1975 og 1979, da Sydvietnam var tabt til Nordvietnam, emigrerede millioner af Cambodianere til Thailand for at slippe væk fra Khmer Rouge. Som svar etblerede MSF sine første flygtningelejrmissioner i Thailand. Da Vietnam trak sig tilbage fra Cambodja i 1989 påbegyndte MSF langtidsvarende nødhjælpsmissioner for at hjælpe overlevende fra massedrabene og genopbygge landets sundhedssystem.
Selv om Læger uden Grænsers missioner til Thailand med rette kunne anses for organisationens første missioner i krigstid, fik MSF sin første mission til en regulær krigszone med fjendtlig beskydning i 1976. MSF tilbragte ni år, fra 1976 til 1984, med at bistå operationsstuer i hospitaler i forskellige byer i Libanon, under den Libanesiske borgerkrig og opbyggede i denne forbindelse et ry for sin neutralitet og villighed til at arbejde under beskydning. Gennem krigen hjalp MSF både kristne og muslimske soldater, da de ydede hjælp til den af grupperne, der havde mest brug for lægehjælp. i 1984, da situationen i Libanon forværredes, og sikkerheden for hjælpeorganisationerne minimeredes, trak MSF sine frivillige tilbage.

### Grundprincipperne
Hjælpeorganisationen blev grundlagt for at medvirke til at redde liv og lindre lidelse. Organisationen vil bistå mennesker i svære situationer og stræber efter at give disse mennesker større kontrol over deres liv og fremtid. Læger uden Grænser har sammensat et antal grundlæggende principper, som skal støtte og tegne indsatsen.
1. Først og fremmest medicinske indsats
2. Vidnesbyrd, et nødvendigt supplement
3. Iagttagelse af medicinsk etik.
4. Forsvar af menneskerettighederne
5. Stræben efter uafhængighed
6. Et grundlæggende princip: Upartiskhed
7. Neutralitet
8. Ansvar og åbenhed
9. En organisation af frivillige
10. Organisationen fungerer som en forening

## Nyt lederskab
Claude Malhuret blev valgt til præsident af Læger uden Grænser i 1977. Kort efter opstod debat om organisationens fremtid. Specielt konceptet om témoignage (fransk for "At vidne"), som henviser til at tale åbent om den lidelse, man er vidne til, frem for at forblive tavs, fik modstand og eller blev underspillet af Malhuret og hans støtter. Malhuret mente, at MSF burde undgå at kritisere regeringerne i de lande, organisationen arbejdede i, mens Kouchner følte, at dokumentation og offentliggørelse af lidelsen i et land var den mest effektive vej til at løse et problem. Ikke desto mindre har MSF over årene rutinemæssigt kritiseret USA for inaktivitet eller for ringe respons.
Efter fire års strøm af flygtninge fra Sydvietnam og de omkringliggende lande enten til fods eller via båd offentliggjorde franske intellektuelle en appel i 1979 i den franske avis Le Monde for "En båd til Vietnam", et projekt der havde til formål at levere lægefaglig hjælp til flygtningene. Selv om projektet ikke fik støtte fra majoriteten i MSF var der nogle, herunder den senere minister Bernard Kouchner, der chartrede et skib ved navn L’Île de Lumière (fransk for "Lysets Ø") og sejlede, sammen med læger, journalister og fotografer, til det Sydkinesiske Hav og ydede medicinsk hjælp til bådflygtningene. Den fraktion af organisationen, der håndterede denne opgave blev til Médecins du Monde og udviklede senere idéen om humanitær intervention som en pligt, specielt hvad angår vestlige lande som Frankrig. I 2007 klarlagde MSF at gennem næsten 30 år har MSF og Kouchner været offentligt uenige om emner som retten til at gribe ind samt om brugen af væbnede styrker til humanitære formål. Kouchner er fortaler for det sidste synpunkt, mens MSF står fast på upartisk humanitær handling, uafhængig af alle politiske, økonomiske og religiøse kræfter.

### Læger uden Grænsers udvikling
I 1982 sørgede Malhuret og Rony Brauman (der blev præsident for organisationen samme år) for, at Læger uden Grænser fik større finansiel uafhængighed ved at indføre brevindsamlinger for bedre at kunne indsamle donationer. I 1980'erne blev flere operative undersektioner skabt i organisationen: MSF-Frankrig (1971), MSF-Belgien (1980), MSF-Schweitz (1981), MSF-Holland (1984) og MSF-Spanien (1986). MSF-Luxemborg var den første støttesektion og blev oprettet i 1986. Størstedelen af støttesektionerne blev oprettet tidligt i 1990'erne: MSF-Grækenland i 1990, MSF-USA i 1990, MSF-Canada i 1991, MSF-Japan i 1992, MSF-Storbritannien i 1993, MSF-Australien i 1994, samtidig med Tyskland, Østrig, Danmark, Sverige, Norge og Hong Kong. MSF-Forenede Arabiske Emirater blev dannet senere.
Malhuret og Brauman var nøglepersoner i Læger uden Grænsers udvikling til en professionel organisation. I december 1979 (efter Sovjetunionens hær invaderede Afghanistan) blev der umiddelbart etableret missioner for at yde medicinsk støtte til Mujahidinerne. I 1980 fordømte MSF Khmer Rouge offentligt. Under hungersnøden i Ethiopien i 1984-85 startede MSF ernæringstiltag i landet i 1984, men blev udvist af landet efter at have fordømt udnyttelsen af international nødhjælp og de tvungne genhusninger. MSF's direkte angreb på den etiopiske regering førte til, at andre NGO'er kritiserede deres fravalg af neutralitetsprincippet. Gruppen installerede også udstyr til at producere rent drikkevand til befolkningen i San Salvador, hovedstaden i El Salvador, efter jordskælvet der ramte byen 10. oktober 1986.

### Sudan
Siden 1979 har Læger uden Grænser ydet sundhedsfaglig, humanitær assistance i Sudan, der er plaget af hungersnød og vedvarende borgerkrig med fejlernæring og en af de højeste spædbarnsdødelighedsrater i verden. Ifølge rapporter havde MSF 4.590 medarbejdere i felten i Sudan i marts 2009, hvor de håndterede udfordringer som væbnede konflikter, epidemiske sygdomme, sundhedsproblemer og social udstødelse. Organisationens vedvarende tilstedeværelse og arbejde i Sudan er en af MSF's største engagementer. De yder en række af lægefaglige tjenester med ernæringslære, undervisning om prævention, Kala Azar-behandlinger, rådgivning og kirurgi til befolkningen i Sudan. Almindelige sygdomme i Sudan er tuberkulose, Kala Azar, meningitis, mæslinger, kolera og malaria.

#### Kala Azar i Sudan
Kala Azar har været et af de største sundhedsproblemer i Sudan. I marts 2010 oprettede Læger uden Grænser sit første behandlingscenter for Kala Azar i Østsudan, hvor de tilbød gratis behandling for denne ellers dødelige sygdom. Ubehandlet har sygdommen en dødelighed på 99% inden for de første fire måneder efter infektionen. Siden behandlingscentret blev åbnet, har MSF kureret mere end 27.000 Kala Azar-patienter med en succesrate omkring 90-95%. Der er planer om at åbne yderligere behandlingscentre for Kala Azar i Malaka i Sydsudan, for at håndtere det overvældende antal patienter der søger behandling. MSF har leveret nødvendigt medicinsk udstyr til hospitaler og har trænet sudanesiske sundhedsarbejdere for at hjælpe dem med at håndtere Kala Azar. MSF samarbejder med Sudans sundhedsministerium og andre nationale og internationale institutioner for at forbedre både behandling og diagnosticering af Kala Azar. Der pågår aktuelt research i behandlinger for og vacciner mod sygdommen. I december blev Sydsudan ramt af det værste udbrud af Kala Azar i otte år. Antallet af patienter, der søgte behandling, øgedes ottefold fra foregående år.

#### Sundhedstjenestens infrastruktur i Sudan
Sudans seneste borgerkrig begyndte i 1983 og endte i 2005 med underskrivelsen af en fredsaftale mellem Nordsudan og Sydsudan. MSF's medicinske teams var aktive både under og op til borgerkrigen og ydede medicinsk humanitær assistance på multiple lokationer. Situationen med dårlig infrastruktur i Syden blev forværret af borgerkrigen. Resultatet blev en yderligere forværring af de allerede horrible sundhedsindikatorer. Det antages at 75% af mennesker i landet ikke har adgang til basale sundhedsydelser og at én ud af syv kvinder dør under fødsel. Fejlernæring og sygdomsudbrud er også årligt tilbagevendende problemer. I 2011 blev Læger uden Grænsers klinik i staten Jonglei i Sydsudan angrebet og plyndret af røverbander. Værdifuldt medicinsk udstyr og medikamenter blev ødelagt i en brand. Hændelsen havde alvorlige følger, da MSF var den eneste udbyder af primær sundhedstjeneste i den del af Jongleistaten.

### Tidlige 1990'ere
I de tidlige 1990'ere åbnede Læger uden Grænser en række nye nationale sektioner, samtidig med organisationen etablerede missioner i felten i nogle af de farligste og mest stressende situationer, den nogensinde havde mødt.
I 1990 gik MSF for første gang ind i Liberia for at hjælpe civile og flygtninge der blev ramt af 1. Liberiske borgerkrig. Konstante kampe igennem hele 1990'erne, såvel som 2. Liberiske borgerkrig, har holdt MSF's frivillige i gang med at sørge for ernæring, grundlæggende sundhedstjenester og massevaccinationer, samt med at kritisere angreb på hospitaler og nødhjælpsstationer, især i hovedstaden Monrovia. Missioner blev etableret for at yde hjælp til kurdiske flygtninge, der havde overlevet Al-Anfalkampagnen, fra hvilken der blev indsamlet beviser for uhyrligheder i 1991. I samme år begyndte også borgerkrigen i Somalia, der førte til omfattende hungersnød og sygdomsudbrud, hvorfor MSF etablerede missioner dér i 1992. Interventioner fra de Forenede Nationer slog fejl og førte til mere vold. MSF frasagde sig organisationens operation i 1993, men frivillige vedblev at yde lægehjælp og sørge for forplejning. Siden FN trak sig tilbage har volden fortsat uhindret i Somalia og MSF er nu en af de få organisationer, der yder hjælp til de berørte civile ved at drive klinikker og hospitaler.
Læger uden Grænser begyndte arbejdet i Srebrenica i Bosnien og Herzegovina som en del af en af FN's konvojer i 1993, et år efter Krigen i Bosnien-Hercegovina var brudt ud. Byen var blevet omringet af den serbiske hær og var med sine omkring 60.000 bosniakker en enklave, der blev beskyttet af UNPROFOR, en styrke udsendt af FN. MSF var den eneste organisation, der ydede lægehjælp til områdets civile. Ligeledes fordømte MSF ikke folkemordene af frygt for at blive udvist af landet; organisationen fordømte dog at andre organisationer blev nægtet adgang. MSF blev tvunget til at forlade området i 1995, da den serbiske hær erobrede byen. 40.000 civile bosniakker blev deporterede, mens omkring 7.000 blev dræbt i massehenrettelser.

### Rwanda
Da folkedrabet i Rwanda begyndte i april 1994 blev nogle delegerede fra Læger uden Grænser, som allerede arbejdede i landet, indlemmet i Den internationale Røde Kors Komités (ICRC) medicinske team, med henblik på deres beskyttelse. Begge grupper havde succes med at holde alle større hospitaler i Rwandas hovedstad Kigali åbne og operative gennem hovedparten af folkedrabet. MSF blev, sammen med flere andre nødhjælpsgrupper, tvunget til at forlade landet i 1995, selv om mange frivillige fra både MSF og ICRC arbejdede sammen under ICRC's rules of engagement (regler for engagement), i hvilke det blev fastslået at neutralitet var af yderste vigtighed. Disse begivenheder førte til en debat internt i organisationen om at balancere humanitære nødhjælpsarbejderes neutralitet op mod deres roller som vidner. Som resultat af organisationens Rwandamission blev MSF's holdning til neutralitet rykket nærmere til ICRC's holdning, en bemærkelsesværdig udvikling set i lyset af organisationens oprindelse.
ICRC mistede 56 og MSF mistede næsten hundrede af deres lokale stabsfolk i Rwanda. MSF-Frankrig, der havde valgt at evakuere sit hold fra landet (de lokale stabsmedlemmer var tvunget til at blive), fordømte mordene og krævede at det franske militær blev sat ind for at standse folkemordet. MSF-Frankrig introducerede sloganet "man kan ikke stoppe et folkemord med læger" til pressen. Den kontroversielle Opération Turquoise fulgte mindre end en måned senere. Denne operation var direkte eller indirekte skyld i, at hundredetusindvis af flygtninge fra Rwanda bevægede sig ind i Zaire og Tanzania, i det der blev kendt som Great Lakes refugee crisis (en:"Flygtningekrisen ved Great Lakes"), der fulgtes af koleraepidemier, sult og flere massemord på civile. MSF-Frankrig vendte tilbage til området og ydede lægehjælp til flygtninge i Goma.
Samtidig med folkemordet nåede konkurrencen mellem den lægefaglige indsats, der blev ydet af MSF, ICRC og andre hjælpeorganisationer, det højeste nogensinde, men tilstandene i Rwanda afstedkom en drastisk ændring i den måde, humanitære organisationer håndterede hjælpemissioner. Code of Conduct for the International Red Cross and Red Crescent Movement and NGOs in Disaster Relief Programmes ("kodex for handlinger og opførsel for den Internationale Røde Kors og Røde Halvmåne-bevægelse og NGO'er i katastrofenødhjælpsprogrammer") blev nedfældet af ICRC i 1994 for at skabe en ramme for humanitære missioner. Læger uden Grænser er medunderskriver af dette kodex. Kodexet taler kun for at yde humanitær hjælp og grupper opfordres til ikke at tjene nogen politiske eller religiøse interesser, eller lade sig bruge som redskab for fremmede regeringer. MSF har stadig fundet det nødvendigt at fordømme regeringers handlinger, som i Tjetjenien i 1999, men har ikke krævet militærintervention siden.

### Sierra Leone
Hen mod slutningen af 1990'erne etablerede Læger uden Grænser missioner for at behandle tuberkulose og blodmangel blandt indbyggerne omkring Aralsøen. Missionen skulle også tage sig af civile, der var ramt af medicinresistente sygdomme, hungersnød samt epidemier af kolera og AIDS. De vaccinerede tre millioner Nigerianere mod meningitis under en epidemi i 1996 og fordømte Talibans mangel på sundhedsydelser til kvinder i 1997. Man kan argumentere for at Sierra Leone var det vigtigste land, MSF etablerede missioner i i løbet af sidste halvdel af 1990'erne; landet var engageret i borgerkrig på det tidspunkt. I 1998 begyndte frivillige at assistere kirurger i Freetown, for at afhjælpe et tiltagende behov for amputationer. Samtidig indsamlede de statistikker om civile (mænd, kvinder og børn) der blev angrebet af en stor gruppe mænd, der hævdede, at repræsentere ECOMOG. Disse grupper af mænd rejste rundt mellem landsbyer og ville systematisk amputere den ene eller begge arme af landbyboerne, voldtage kvinderne, henrette familier, nedbrænde huse og tvinge overlevende til at søge væk fra området. Langtidsprojekter der efterfulgte borgerkrigen inkluderede psykologisk støtte og behandling for fantomsmerter.

## Igangværende missioner
Kampagnen for Adgang til Essentiel Medicin blev skabt sidst i 1999, hvilket gav MSF en ny stemme til at skabe opmærksomhed omkring manglen på effektive behandlinger og vacciner, der var til rådighed for ulande.
I 1999 påtalte organisationen også manglen på humanitær støtte i Kosovo og Tjetjenien, efter de havde etableret missioner til hjælp for civile der var ramt af den politiske situation. Selv om MSF havde været aktiv i området siden 1993 affødte Kosovokrigen titusinder af flygtninge, samt et fald i boligstandard. MSF sørgede for vand, ly og lægehjælp til civile ramt af NATOs strategiske bombekampagne.
En alvorlig intern krise i Læger uden Grænser brød ud i forbindelse med organisationens arbejde i Kosovo, da den græske sektion af MSF blev ekskluderet fra organisationen. Den græske sektion af MSF havde fået adgang til Serbien ved at acceptere den serbiske regerings restriktioner for, hvor organisationen kunne komme, og hvad den kunne se - restriktioner, som resten af MSF-organisationen havde afslået. En kilde uden for MSF antydede at eksklusionen af den græske sektion skete fordi dens medlemmer gav hjælp til både albanske og serbiske civile i Pristina under NATOs bombninger. Adskillelsen varede ved frem til 2005, hvor den græske sektion blev genindlemmet i Læger uden Grænser.
En lignende hændelse fandt sted i Tjetjenien, hvis civile befolkning over en bred kam blev tvunget fra deres hjem ud i sundhedsfarlige omgivelser og udsat for volden i 2. tjetjenske krig.
MSF har arbejdet i Haiti siden 1991, men siden præsident Jean-Bertrand Aristide blev tvunget fra magten, har landet oplevet en stor stigning af voldtægter og angreb på civile, begået af bevæbnede grupper. Ud over at tilbyde kirurgisk og psykologisk hjælp i de eksisterende hospitaler - herunder at tilbyde den eneste gratis kirurgi i Port-au-Prince - er der etableret missioner for at genopbygge vandforsyninger og affaldshåndtering, samt til at behandle overlevende fra alvorlige oversvømmelser, forårsaget af orkanen Jeanne; patienter med HIV/AIDS og malaria, begge udbredte sydomme i landet, fik også bedre behandling og tilsyn. Rapporter fra Haiti indikerede at alle tre af organisationens hospitaler blev alvorligt skadede som følge af jordskælvet i Haiti 12. januar 2010; et af hospitalerne faldt fuldstændigt sammen, mens de andre to måtte forlades. Efter skælvet sendte MSF omkring ni fly lastet med medicinsk udstyr og et felthospital til at hjælpe med at behandle ofrene for jordskælvet. Nogle af flyene måtte dog se deres landinger udskudt på grund af den massive mængde af humanitære og militære fly, der ankom.
Kashmirkonflikten affødte en nyere indsats fra Læger uden Grænser (der startede sin første mission i området i 1999) for at hjælpe civile, der måtte flygte fra kampe i Jammu, Kashmir og i Manipur. Psykologisk støtte er et nøglepunkt for missioner, men teams har også startet programmer for at behandle tuberkulose, HIV/AIDS og malaria. Psykisk sundhedsstøtte har været et vigtigt indsatsområde for MSF over det meste af det sydlige Asien siden Jordskælvet i Det Indiske Ocean i 2004.
Læger uden Grænser undergik en lang proces og tog egne værdier op til debat. Mange emner blev diskuteret: behandlingen af "nationale" såvel som "fair ansættelse" og selvkritik.

### Afrika
Læger uden grænser har været aktiv i flere afrikanske lande gennem årtier. Undertiden har organisationen været eneste udbyder af lægehjælp, mad og vand. Selv om MSF vedholdende har forsøgt at øge mediebevågenhed på den afrikanske situation for at øge den internationale støtte er langvarige støttemissioner stadig nødvendige. En stor opgave for de frivillige er behandling og information til offentligheden i Subsahariske Afrika om HIV/AIDS, da området har det højeste antal døde og smittede i verden. Ud af de 14,6 millioner mennesker, der havde behov for anti-retroviral behandling anslog WHO at kun 5,25 millioner mennesker i ulande modtog behandling. MSF tilskynder fortsat regeringer og firmaer til at øge forskning og udvikling af behandlinger for HIV/AIDS, med henblik på at sænke omkostningerne og øge tilgængeligheden.
Selv MSF har været aktiv i Afrikas Congoregion siden 1985 bragte første og anden Congokrig øget vold og ustabilitet til området. MSF blev tvunget til at evakuere sine teams fra områder som ved Bunia i Ituridistriktet grundet ekstrem vold, men fortsætter sit arbejde med at forsyne titusinder af hjemløse flygtninge i andre områder med mad. Organisationen behandler også overlevende fra massevoldtægter og udbredte kampe.
Behandlingen og muligvis vaccination mod kolera, mæslinger, polio, Marburgfeber, sovesyge, HIV/AIDS og byldepest er også vigtigt for at bremse eller forebygge epidemier. MSF har været aktive i Uganda siden 1980 og ydede hjælp til civile gennem landets guerillakrig gennem den "anden Oboteperiode" fra 1981-85. Ikke desto mindre markerede dannelsen Lord's Resistance Army begyndelsen på en langvarig voldskampagne i det nordlige og sydlige Sudan. Civile blev udsat for massemord og voldtægt, tortur og bortførelse af børn, der senere endte som sexslaver eller børnesoldater. Med op mod 1,5 million mennesker tvunget bort fra deres hjem etablerede Læger uden Grænser hjælpemissioner i flygtningelejre for at fremskaffe rent drikkevand, mad og sanitære forhold. Sygdomme som tuberkulose, mæslinger, polio, kolera, ebola og HIV/AIDS forekommer i epidemier i landet, hvorfor frivillige sørger for vaccinationer (for mæslinger og polio) og/eller behandling til indbyggerne. Psykisk helbred er også et vigtigt aspekt af det lægefaglige arbejde for Læger uden Grænsers teams i Uganda, eftersom de fleste mennesker nægter at forlade lejrene på grund af den konstante frygt for angreb.
MSF åbnede en mission i Elfenbenskysten i 1990, men vold og opdeling af landet i 2002 førte til adskillige massakrer; MSF's teams er begyndt at tro, at en etnisk udrensning finder sted i landet. Organisationens projekter omfatter massevaccinationer mod mæslinger, behandlinger for tuberkulose og genåbning af hospitaler, der var blevet lukket på grund af kampene. MSF er således den eneste gruppe der yder hjælp i store dele af landet. MSF har arbejdet stærkt for at udbrede brugen af prævention i Afrika.

### Cambodja
Læger uden Grænser begyndte at yde hjælp til civile og flygtninge der var flygtet til lejre langs grænsen mellem Thailand og Cambodja i 1979. Grundet lange årtiers krig var ordentlig lægehjælp i landet svær at finde, hvorfor MSF bredte sig ind i landet i 1989 for at hjælpe med at genopbygge basale sundhedsfaglige faciliteter.
I 1999 blev Cambodja ramt af en malariaepidemi. Situationen med epidemien blev forværret af mangel på kvalificerede læger samt ringe kontrol, der gav grobund for et marked af falsk antimalariamedicin. Forfalsket antimalariamedicin var ansvarlig for mindst 30 menneskers død under epidemien. Dette har fået MSF til at starte og finansiere et malariaprojekt, samt til at bruge Village Malaria Workers (malariaarbejdere fra landsbyerne). MSF har også introduceret en overgang til en kombinationsbehandling (med Artesunate og Mefloquine) som førstevalg, for at modvirke problemerne med resistens og overdødelighed i forhold til de gamle præparater, der traditionelt blev anvendt til at behandle sygdommen.
Cambodja er et af de lande i Sydøstasien, der er hårdest ramt af HIV/AIDS. I 2001 begyndte MSF at introducere gratis antiretroviral terapi til AIDS-patienter. Denne terapi forlænger patienternes liv og er en langtidsbehandling. I 2002 opstartede MSF klinikker for kronisk syge i flere provinser, i samarbejde med Cambodjas Sundhedsministerium, for at integrere HIV/AIDS-behandling; samtidig behandles forhøjet blodtryk, sukkersyge og gigt, der alle har en høj forekomst i landet. Målet er at reducere institutionsrelateret stigmatisering, da patienter får mulighed for at søge behandling i institutioner med et bredt behandlingsspektrum, modsat tidligere hvor patienterne var henvist til at søge behandling i klinikker målrettet HIV/AIDS.
Læger uden Grænser yder også humanitær støtte i forbindelse med naturkatastrofer, som for eksempel efter en større oversvømmelse i 2002, der påvirkede op mod 1,47 millioner mennesker. Organisationen introducerede i 2004 et lokalsamfundsbaseret tuberkolosebehandlingsprogram i fjerne landsbyer, hvor frivillige fra landsbyerne får delegeret ret til foretage medicinering af patienterne. I partnerskaber med lokale sundhedsmyndigheder og andre NGO'er opmuntrer MSF til dannelsen af decentraliserede klinikker og ydede således lokale behandlinger til mere landlige områder fra 2006. Siden 2007 har MSF udvidet den generelle lægehjælp, rådgivning og behandling for HIV/AIDS samt tuberkulose til også at omfatte fængsler i Phnom Penh via mobile klinikker. Dårlige sanitære forhold og mangel på lægehjælp er dog stadig fremherskende i de fleste cambodjanske fængsler, da de stadig er blandt verdens mest overfyldte fængsler.
I 2007 arbejdede MSF sammen med Cambodjas Sundhedsministerium om at tilbyde psykosocial og teknisk støtte til behandling af HIV/AIDS i smittede børn. Organisationen leverede også medicinsk udstyr og medarbejdere til at hjælpe i et af de værste udbrud af denguefeber i 2007, under hvilken mere end 40.000 mennesker blev indlagt og 407 mennesker døde, heraf flest børn. I 2010 blev de sydlige og østlige provinser af Cambodja ramt af en koleraepidemi. Læger uden Grænser responderede ved at yde medicinsk støtte, der blev inkorporeret til vedvarende brug i landet.
Cambodja er et af de 22 lande, der af WHO er noteret som værende svært bebyrdet af tuberkulose. WHO anslår at 64% af alle cambodjanere er bærere af bakterien tuberculosis mycobacterium. Således har MSF flyttet sit fokus væk fra HIV/AIDS til tuberkulose og har derfor overdraget de fleste af sine HIV-relaterede programmer til lokale sundhedsmyndigheder.

### Libyen
Borgerkrigen i Libyen i 2011 har fået Læger uden Grænser til at etablere hospitaler og psykisk nødhjælpsstationer til hjælp for lokale, der var ramt af konflikten. Kampene skabte en venteliste af patienter, der havde behov for kirurgi. Mens dele af landet langsomt blev beboelige igen begyndte MSF at samarbejde med lokale sundhedspersonale om at håndtere behovet. Behovet for psykologisk rådgivning er tiltaget og MSF har opstartet psykiske hjælpestationer for at håndtere den frygt og stress der fandtes blandt de mennesker, der levede i telte uden vand eller elektricitet.

### Sri Lanka
Læger uden Grænser er involveret i Sri Lanka, hvor en 26 år lang borgerkrig endte i 2009. MSF har tilpasset sine akitiviteter der for at fortsætte sin mission. For eksempel hjælper organisationen med fysioterapi til patienter med skader på rygmarven. Den afholder rådgivningssessioner og har etableret en operationsstue til ortopædisk rekonstruktionskirurgi, samt leveret kirurgiske specialister, anæstesiologer og sygeplejersker til at operere patienter med komplicerede, krigsrelaterede skader.

## Missioners struktur
Før en mission etableres i et land sender Læger uden Grænser et hold ind i området for at fastslå den humanitære krises natur, sikkerhedsniveauet i landet samt hvilken type hjælp, der er behov for. Lægehjælp er hovedobjektivet for de fleste missioner, selv om nogle missioner hjælper til på områder som vandrensning eller ernæring.

### Missionsteam
Et missionsteam består som regel af en lille antal koordinatorer, der leder hver sin del af en mission, samt en "missionsleder". Missionslederen er som regel det medlem af teamet der har den største erfaring med humanitære situationer og det er hans/hendes opgave at håndtere medierne, nationale regeringer og andre humanitære organisationer.
Sundhedsfaglige frivillige er læger, kirurger, sygeplejersker og andre specialister. Ved siden af at varetage den sundhedsfaglige eller ernæringsmæssige del af missionen har disse frivillige ofte ansvar for en lokal sundhedsfaglig stab og sørger for oplæringen af den.
Selv om de lægefaglige frivillige næsten altid får den største mediebevågenhed, når omverdenen bliver opmærksom på en MSF mission, er der en række ikke-sundhedsfaglige frivillige, der hjælper med at holde missionen i gang. Logistikere er ofte de vigtigste medlemmer af et team. De er ansvarlige for at levere alt, hvad den lægefaglige mission har behov for: fra sikkerhed og vedligeholdelse af køretøjer til mad og elektrisk arbejde. De kan være ingeniører eller sjakbajser, men de hjælper som regel også til med at etablere behandlingscentre til at holde opsyn med lokal arbejdskraft. Andet ikke-sundhedsfagligt personnel kan være vand- eller sanitetseksperter, der som regel er erfarne professionelle inden for vandbehandling og -forsyning, samt finansielle eller administrative eksperter, der placeres på en mission.

### Sundhedsfaglig del
Vaccinationskampagner er en betydende del af den lægefaglige indsats, der ydes under Læger uden Grænsers missioner. Sygdomme som difteri, mæslinger, meningitis, stivkrampe, kighoste, gul feber, polio og kolera, der alle er ualmindelige i ilande, kan forebygges med vaccinationer. Kolera og mæslinger spredes hurtigt i store populationer, der lever tæt sammen som i flygtningelejre, hvorfor der kan være behov for at vaccinere hundredvis eller tusindvis på kort tid. For eksempel, i Beira i Mozambique blev en eksperimentel vaccine givet to gange på en måned til omkring 50.000 indbyggere i 2004.
En lige så vigtig del af den lægefaglige hjælp er behandling for AIDS (med antiretrovirale præparater), test for AIDS samt uddannelse. Læger uden Grænser er i mange lande i Afrika eneste udbyder af behandling, hvor indbyggerne udgør størstedelen af verdens smittede med HIV og AIDS. Eftersom antiretrovirale medikamenter ofte er svære at fremskaffe giver MSF ofte behandling for opportunistiske infektioner og oplyser befolkningen om hvordan smitte med sygdommen kan bremses.
I de fleste lande øger MSF lokale hospitalers muligheder ved at forbedre sanitære forhold, ved at levere udstyr og medikamenter, og ved at uddanne og optræne de lokale hospitalers stab. Hvis den lokale stab bliver overbebyrdet kan MSF åbne nye specialklinikker til behandling af endemiske sygdomme eller til at operere ofre for krig. Det er internationalt personale der opstarter disse klinikker, men Læger uden Grænser stræber efter at fremme den lokale stabs evne til selv at køre klinikken; dette mål nås gennem træning og supervision. I nogle lande, som i Nicaragua, sørger MSF for oplysning til den brede offentlighed for at øge opmærksomheden omkring seksuelt overførte sygdomme.
Da de fleste af de områder, der har behov for missioner, har været udsat for en naturkatastrofe, borgerkrig eller endemisk sygdom, har borgerne ofte også brug for psykologisk hjælp og støtte. Selv om tilstedeværelsen af et MSF lægeteam i nogen grad kan reducere stress blandt ofrene, arbejder hold af psykologer eller psykiatere ofte med patienter, der lider af depression, afhængighed eller som har været udsat for hustruvold. Lægerne kan også på disse områder uddanne og træne den lokale psykisk sundhedsfaglige stab.

### Ernæring
Hvor Læger uden Grænser indleder en mission, er der ofte moderat eller alvorlig fejlernæring som følge af krig, tørke eller regeringens økonomiske fejlprioriteringer. Tilsigtet hungersnød anvendes somme tider som våben under krig. I de tilfælde skaber MSF foruden at tilvejebringe føde opmærksomhed på situationen og insisterer på fremmede regeringers indgriben. Infektiøse sygdomme og diarre, der fører til vægttab og svækkelse (specielt hos børn), skal behandles med medicin og korrekt næring for at forebygge yderligere infektioner og vægttab. En kombination af de nævnte situationer, som under borgerkrig, tørke eller udbrud af infektionssygdomme, kan skabe hungersnød.
I nødsituationer, hvor der er mangel på føde, men hvor tilstanden endnu ikke er alvorlig nok til at være en egentlig hungersnød, er proteinenergi fejlernæring mest almindelig blandt små børn. Marasmus, der er en kaloriemangel, er den mest almindelige form for børns fejlernæring og er karakteriseret ved alvorlig hensygnen og ofte en fatal svækkelse af immunforsvaret. Kwashiorkor, der er en kalorie- og proteinmangel, er en alvorlig type fejlernæring blandt små børn og kan påvirke fysisk og psykisk udvikling negativt. Begge typer fejlernæring kan gøre opportunistiske infektioner fatale. I sådanne situationer etablerer Læger uden Grænser Terapeutiske Ernæringscentre til at holde øje med børn og andre fejlernærede.
Et Terapeutisk Ernæringscenter (eller Terapeutisk Ernæringsprogram) er designet til at behandle alvorlig fejlernæring gennem gradvist tilvænning til en speciel diæt, der har til formål at fremme vægtøgning efter at individet er blevet behandlet for konkurrerende helbredsproblemer. Behandlingsprogrammet er delt i to faser:
- Fase 1 dækker de første 24 timer og involverer basal helbredspleje, samt flere små måltider med lavt energi- og proteinindhold, fordelt over dagen.
- Fase 2 involverer monitorering af patienten og flere små måltider med lavt energi- og proteinindhold, fordelt over hver dag, indtil individet nærmer sig sin normalvægt.

MSF bruger mad, der er fremstillet specielt til behandling af alvorlig fejlernæring. Under fase 1 gives patienten en type terapeutisk mælk F-75, et relativt energifattigt, fedt- og proteinfattigt mælkepulver, der skal blandes med vand og gives til patienterne for at forberede kroppen til fase 2. Under fase 2 bruges en terapeutisk mælk kaldet F-100, der har et højere energi-, fedt- og proteinindhold end F-75. F-100 gives som regel til patienten sammen med en peanutbutterblanding kaldet Plumpy'nut. Både F-100 og Plumpy'nut er fremstillet til hurtigt at give store mængder næringsstoffer, så patienten kan behandles effektivt.
Andre muligheder for næring specielt til hungertruede befolkninger kan være beriget mel og grød, såvel som kiks med højt proteinindhold BP5, der er en meget anvendt fødevare, da den er let at distribuere og kan sendes hjem med patienterne, eller den kan knuses og blandes med terapeutisk mælk til mere specifikke behandlinger.
Dehydrering, der ofte opstår som følge af diarré eller kolera, kan også ses i befolkninger, hvorfor MSF kan etablere rehydreringscentre til at bekæmpe problemet. En speciel blanding Oral Rehydration Solution ("oral rehydreringsblanding") indeholder glukose og elektrolytter kan gives til patienter som erstatning for tabt væske. Undertiden gives patienter med diarré også antibiotika, hvis det påvises, at de lider af kolera eller dysenteri.

### Vand og sanitet
Rent vand er essentielt for hygiejne, som drikkevand og til ernæringsprogrammer (til at blande med terapeutisk mælkepulver eller grød), såvel som for at hindre spredning af vandbårne sygdomme. Derfor er det nødvendigt for Læger uden Grænsers vandteknikere og frivillige at finde eller skabe en kilde til rent vand. Dette opnås oftest ved at modificere en eksisterende brønd, ved at grave en ny brønd og/eller ved at starte et vandbehandlingsprojekt for at skaffe rent vand til en befolkningsgruppe. Vandbehandling kan i sådanne situationer bestå i opbevaringssedimentering, vandfiltration og/eller klorbehandling af vandet, afhængig af de tilgængelige ressourcer.
Sanitet er en essentiel del af missioner og kan inkludere uddannelse af den lokale sundhedsfaglige stab, så den lærer om korrekte sterilisationsteknikker, spildevandsprojekter, korrekt affaldshåndtering, samt uddannelse af den almindelige befolkning i personlig hygiejne. Korrekt spildevandshåndtering og vandrensning er de bedste metoder til at forebygge spredning af alvorlige vandbårne sygdomme som kolera. Simple vandbehandlingsanlæg kan konstrueres af frivillige og kan beskytte drikkevand mod forurening. Affaldshåndtering kan omfatte gruber til normalt affald og forbrændingsfaciliteter til medicinsk affald. Det vigtigste element af sanitet er dog uddannelse af lokalbefolkningen, så korrekt affaldshåndtering og vandbehandling kan fortsætte efter MSF har trukket sig ud af området.

### Statistikker
For hver mission indsamles data på en række faktorer; disse data bruges til præcist at kunne formidle betingelserne og forholdene for hver mission til omverdenen og regeringsinstanser. Omfanget af fejlernæring hos børn bruges til at fastslå fejlernæringsraten i befolkningen, samt til at fastslå behovet for ernæringscentre. Forskellige mortalitetsrater bruges til at fastslå alvorligheden af en humanitær nødsituation. En almindelig metode til at fastslå mortaliteten i en befolkning er at have personale til konstant at monitorere antallet af begravelser på kirkegårde. Ved at sammenstille data for hyppigheden af sygdomme på hospitaler kan Læger uden Grænser følge forekomsten og placeringen af epidemiske tilvækster (eller "sæsoner") og således opbygge lagre af vacciner og andre medikamenter. For eksempel er "Meningitisbæltet" (Subsahariske Afrika, der har den højeste forekomst af meningitis i verden) blevet "kortlagt" og sæsonen ses at ligge mellem december og juni. Ændringer i bæltets beliggenhed og tidspunkterne for sæsonen kan forudses ved at bruge kumulative data over mange år.
I tilgift til epidemiologiske undersøgelser bruger MSF også statistiske undersøgelser af befolkninger til at fastslå voldsrater i forskellige regioner. Ved at anslå omfanget af massakrer og fastslå forekomsten af kidnapninger, voldtægter og mord kan psykologiske hjælpeprogrammer implementeres for at sænke selvmordsraten og øge følelsen af tryghed i befolkningen.
Tvungen migration, høje civile dødsfald og massakrer kan kvantificeres ved brug af undersøgelser og Læger uden Grænser kan bruge resultaterne til at lægge pres på regeringer for at yde hjælp, eller endda til at afsløre folkemord. MSF gennemførte den første omfattende undersøgelse af mortalitet i Darfur i 2004. Der kan dog være visse etiske problemer forbundet med indsamlingen af disse statistikker.

## Kampagnen for Adgang til Essentiel Medicin
Kampagnen for Adgang til Essentiel Medicin blev indledt i 1999 for at øge tilgængeligheden af essentiel medicin i udviklingslande. "Essentiel medicin" er de medikamenter, der er behov for i adækvate mængder for at behandle en sygdom, der er almindelig i befolkningen. De fleste af de sygdomme, der er almindelige blandt befolkninger i udviklingslande er ikke længere almindelige blandt befolkninger i Vesten; således finder medicinalindustrien det ikke profitabelt at producere disse medikamenter og kan således hæve prisen pr. behandling, sinke udviklingen og forskningen i fornyelse af et medikament (og tilhørende nye behandlinger) eller endog ophøre med at producere medikamentet. Læger uden Grænser mangler ofte effektive medikamenter under missioner og startede derfor kampagnen for at lægge pres på regeringer og medicinalproducenter for at øge tilskuddene til essentiel medicin. I de seneste år har organisationen forsøgt at bruge sin indflydelse til at få medicinalfirmaet Novartis til at frafalde sit søgsmål mod Indiens patentlovgivning, der forhindrer Novartis i at patentere sine produkter i Indien. Nogle få år tidligere sagsøgte Novartis også Sydafrika for at forhindre landet i at importere billigere medicin mod AIDS. Mens MSF generelt set er upartisk antyder udtalelser fra repræsentanter for MSF at organisationen tager en delvist politisk holdning. Dr. Tido von Schoen-Angerer, der er direktør for Læger uden Grænsers Kampagne for Adgang til Essentiel Medicin, har sagt følgende: "Præcis som for fem år siden prøver Novartis, med sine juridiske handlinger, at stå i vejen for befolkningens ret til adgang til den medicin, de har brug for." MSF har lanceret en underskriftsindsamling på sin hjemmeside for at få Novartis til at frafalde sit søgsmål. Denne sag er et eksempel på hvorledes MSF bevæger sig videre fra at være udbyder af sundhedsfaglige tilbud til at blive fortaler for menneskelig velfærd.

## Farer for frivillige
Ud over risikoen for skader eller død fra vildfarne kugler, miner og epidemiske sygdomme bliver Læger uden Grænsers frivillige undertiden angrebet eller kidnappet af politiske årsager. I nogle lande, der er ramt af borgerkrig, bliver nødhjælpsorganisationer anset for at hjælpe fjenden, hvis de udelukkende hjælper ofrene på den ene side af konflikten. Krigen mod terrorisme har endvidere skabt holdninger blandt nogle af de lande, USA har besat, om at NGO hjælpeorganisationer som MSF er allieret med, eller endda arbejder for, koalitionsstyrkerne. Efter USA har valgt at kalde sine operationer for "humanitære handlinger" er uafhængige hjælpeorganisationer blevet tvunget til at forsvare deres positioner, eller endda evakuere deres teams. Usikkerheden i byer i Afghanistan og Irak voksede markant som følge af USA's operationer, hvorfor MSF har erklæret, at det var for farligt at yde hjælp i landene. Organisationen blev tvunget til at evakuere sine teams fra Afghanistan den 28. juli 2004, efter fem frivillige (Fasil Ahmad og Besmillah fra Afghanistan, Hélène de Beir fra Belgien, Egil Tynæs fra Norge og Willem Kwint fra Holland) blev dræbt den 2. juni i et bagholdsangreb af uidentificerede militsstyrker nær Khair Khāna i Badghisprovinsen. I juni 2007 blev en frivillig fra MSF-Frankrig, Elsa Serfass, dræbt i den Centralafrikanske Republik og i januar 2008 blev to landsforviste (Damien Lehalle og Viktor Okumu) samt et lokalt stabsmedlem (Mohammed Bidhaan Ali) dræbt i et organiseret angreb i Somalia. Angrebene resulterede i at projektet blev lukket.
Arrestationer og kidnapninger i politisk ustabile regioner kan også overgå frivillige, ligesom hele missioner for Læger uden Grænser kan udvises fuldstændigt fra et land. Arjan Erkel, der var Missionsleder i Dagestan i det nordlige Kaukasus, blev kidnappet og holdt som gidsel et ukendt sted af ukendte gerningsmænd fra 12. august 2002 til 11. april 2004. Paul Foreman, der var chef for MSF-Holland, blev arresteret i Sudan i maj 2005, da han nægtede at frigive dokumenter, der blev brugt til at sammenstille en rapport om voldtægt begået af den regeringsvenlige Janjaweedmilits (se Darfur-konflikten). Foreman henviste til tavshedspligten over for de involverede kvinder, mens MSF påstod at den sudanesiske regering havde arresteret ham, fordi den ikke brød sig om den dårlige omtale, rapporten skabte.

## Dokumentarfilm
Living in Emergency er en prisvindende dokumentarfilm der fortæller historien om fire frivillige for Læger uden Grænser, der håndterer udfordringerne ved at yde lægefaglig hjælp i de krigshærgede områder i Liberia og Congo. Filmen fik premiere ved Filmfestivalen i Venedig i 2008 og blev frigivet til biograferne i USA i 2010.

## Nobels Fredspris 1999
Præsidenten for Læger uden Grænser, James Orbinski, holdt på organisationens vegne en tale ved overrækkelsen af Nobels Fredspris. Han talte om ofrene for folkemordet i Rwanda og fokuserede på en af sine kvindelige patienter:
| Citat        | Hundredevis af mænd, kvinder og børn blev bragt ind til hospitalet den dag, så mange at vi måtte lægge dem ude på gaden og endda operere nogle af dem der. Rendestenene omkring hospitalet flød af blod. Denne kvinde var ikke bare blevet angrebet med en machete; hele hendes krop var blevet rationelt og systematisk mishandlet. Hendes ører var skåret af. Og hendes ansigt var så grundigt ødelagt, og et mønster var tydeligt at se i sårene. Hun var en blandt mange - hun gennemlevede en inhuman og simpelthen ubeskrivelig lidelse. Vi kunne ikke gøre meget andet for hende end at stoppe blødningen med nogle få, nødvendige sting. Vi var fuldstændigt overvældede, og hun vidste, at der var så mange andre. Med den klareste stemme, jeg nogensinde har hørt, sagde hun til mig: "allez, allez…ummera, ummerasha" - "gå, gå... min ven, find dit mod og lad det leve." | Citat |
| Orbinski, J. | |       |

## Navnefæller
En række andre NGO'er har adopteret "uden Grænser" i deres navn, inspireret af Læger uden Grænser.